# Peter Devlin (Snookerspieler)
Peter Devlin (* 10. August 1996 in London) ist ein englischer Snookerspieler aus dem Londoner Stadtteil Leyton. 2020 qualifizierte er sich als Profi für die World Snooker Tour.

## Karriere
Mit 16 Jahren nahm Peter Devlin erstmals an der Kay Suzanne Memorial Trophy der Players Tour Championship (PTC) teil, einer für Amateure offenen Turnierserie der Profitour. Zwei Jahre später versuchte er sich erstmals in der Q School an der Tourqualifikation und erreichte im ersten Turnier immerhin das Gruppenviertelfinale. Die Q School zum Auftakt der Saison 2015/16 verlief enttäuschend mit zwei Zu-Null-Auftaktniederlagen, dafür schaffte er bei den Bulgarian Open erstmals den Einzug in die Hauptrunde eines PTC-Turniers. Er arbeitete mit einem festen Trainer und wechselte von Walthamstow nach Leytonstone, wo er im Legends Snooker Club die Gelegenheit hatte, mit den Spitzenprofis Ronnie O’Sullivan und Liang Wenbo zu trainieren. Im Juni 2016 gewann er die englische U21-Meisterschaft und qualifizierte sich damit für die internationalen Amateurmeisterschaften. Bei der Juniorenweltmeisterschaft schaffte er es unter die Letzten 32 und bei der U21-Europameisterschaft kam er bis ins Viertelfinale, wo er dem späteren Finalisten Jackson Page knapp mit 4:5 unterlag.
Danach spielte er zwar weiter bei der Q School und der Players Tour Championship, ohne aber einen entscheidenden Erfolg zu erreichen. Immerhin verschaffte ihm das gute Abschneiden in der Q School Order of Merit die Teilnahme als Nachrücker am Snooker Shoot-Out 2019. In einem 1-Frame-Match nach Sonderregeln siegte er zum Auftakt gegen Ross Muir und gewann damit sein erstes Main-Tour-Preisgeld. In der Saison 2019/20 nahm er an der Challenge Tour, einer saisonübergreifenden Qualifikationsserie, teil. Er erreichte aber nur ein Halbfinale und keine ausreichende Gesamtplatzierung im Teilnehmerfeld. Bei den Gibraltar Open 2020 erreichte er zum zweiten Mal über die Qualifikation die Hauptrunde eines Pro-Am-Turniers, verlor aber wieder das Auftaktspiel. Schließlich gelang ihm in der Q School 2020 mit 23 Jahren der Durchbruch. Im ersten Turnier setzte er sich unter anderem gegen die Ex-Profis Kuldesh Johal und Thor Chuan Leong jeweils mit 4:2 durch und gewann das entscheidende Qualifikationsspiel gegen John Astley mit demselben Ergebnis. Dadurch sicherte er sich die Teilnahme an der Profitour in den folgenden beiden Spielzeiten.
Nachdem er in seinem ersten Match der Saison 2020/21 in der Championship League immerhin Jimmy White ein Unentschieden abtrotzen konnte, gelang ihm beim European Masters der erste Sieg über Zak Surety. Anschließend traf er auf den Weltranglisten-10. Mark Williams, den er mit einem Century-Break im Decider schlug. Ein Sieg über Joe O’Connor brachte ihn sogar ins Achtelfinale, wo er ausschied. In den nächsten drei Turnieren gab es aber erst einmal Auftaktniederlagen. In der WST Pro Series schlug er in der Auftaktgruppe in Best-of-3-Spielen mit Anthony McGill noch einen Top-16-Spieler und mit Zhao Xintong und Mark King zwei weitere namhafte Spieler, auch wenn es nicht zum Weiterkommen reichte. In den verbleibenden 5 Saisonturnieren gelangen ihm aber nur noch 2 Siege, weshalb er zu Beginn des zweiten Jahres nur auf Platz 81 der Rangliste stand.
Die nächste Saison eröffnete Devlin mit zwei Siegen und einem Unentschieden bei der Championship League 2021/2. Am Ende war er punktgleich mit Oliver Lines, der aber durch ein höheres Break Platz 1 zugesprochen bekam und sich so für die nächste Saison qualifizierte. Danach konnte Devlin nur drei der nächsten 15 Spiele gewinnen. Am Saisonende fand er sich auf Platz 92 wieder, wodurch er seinen Profistatus wieder verlor. Zwar versuchte der junge Engländer anschließend bei der Q School 2022 sein Glück, war aber erfolglos.

## Erfolge
Profiturniere:
- Achtelfinale: European Masters (2020)

Qualifikation für die Profitour:
- Q School (2020 – Turnier 1)